# Reserva Marina Isla Santa Clara
Die Reserva Marina Isla Santa Clara liegt im Golf von Guayaquil im Pazifischen Ozean vor der ecuadorianischen Küste. Das Meeresschutzgebiet besitzt eine Fläche von 376,48 km², wovon 7 ha Landfläche sind. Das Reservat wurde am 24. Juni 1999 eingerichtet. Seit 2002 ist das Areal ein Ramsar-Gebiet. Ferner wird das Schutzgebiet von BirdLife International als eine Important Bird Area („wichtiges Vogelareal“) geführt.

## Lage
Die Reserva Marina Isla Santa Clara liegt im Golf von Guayaquil. Das Areal gehört verwaltungstechnisch zur Provinz El Oro. Die namengebende Felseninsel Isla Santa Clara liegt etwa 23 km nordwestlich des Archipels Jambelí sowie 25 km südwestlich der Isla Puná. Der Hafen Puerto Bolívar befindet sich 43 km östlich der Insel. Das Meeresschutzgebiet liegt im Übergangsbereich zwischen der Mündungsbucht des Río Guayas und dem offenen Ozean.

## Ökologie
Im Meeresschutzgebiet leben etwa 14.000 Prachtfregattvögel, 5000 Blaufußtölpel sowie 4000 Braunpelikane. Hinzu kommen Chilepelikane (Pelecanus thagus) und Guanokormorane (Leucocarbo bougainvillii), die gelegentlich die Insel besuchen. In den Gewässern kommen 58 Fischarten vor, darunter die Goldsardinengattung Opisthonema und die Japanische Makrele (Scomber japonicus). Außerdem gehören zur Fauna die Oliv-Bastardschildkröte (Lepidochelys olivacea), der Buckelwal (Megaptera novaeangliae), der Große Tümmler (Tursiops truncatus) und die Mähnenrobbe (Otaria flavescens).